# Steigerwaldvorland von Neuses
Das Steigerwaldvorland von Neuses ist eine kleinteilige naturräumliche Einheit (5. Ordnung) mit der Ordnungsnummer 137.12 auf dem Gebiet der unterfränkischen Gemeinden Frankenwinheim, Lülsfeld, Prichsenstadt und Volkach in den Landkreisen Kitzingen und Schweinfurt.

## Lage
Das Steigerwaldvorland von Neuses (137.12) bildet eine Untereinheit innerhalb der Haupteinheit Iphofen-Gerolzhofener Steigerwaldvorland (137.1). Sie ist Teil des Steigerwaldvorlandes (137) und damit ein Naturraum in der Haupteinheitengruppe der Mainfränkischen Platten. Im Norden ist die Herlheimer Mulde (137.14) zu finden, während der Westen vom Steigerwald (115) (eventuell mit dem Hohen Steigerwald (115.0)) eingenommen wird. Im Süden zieht sich das Dimbacher Flugsandgebiet (137.02) entlang. Mit der Volkacher Mainschleife (133.07) ragt im Westen ein Stück des Mittleren Maintals (133.0) in das Steigerwaldvorland. Der Nordwesten wird dagegen von der Gaibacher Lößhochfläche (137.13) eingenommen.
Der Naturraum liegt im äußersten Norden des Landkreises Kitzingen bzw. im Süden des Landkreises Schweinfurt. Er zieht sich entlang der Volkachzuflüsse Rimbach und Weidach bis an den Rand des Steigerwaldes. Im äußersten Westen begrenzen die Gemarkungen der Volkacher Ortsteile Krautheim und Obervolkach das Steigerwaldvorland von Neuses. Östlich bildet der Prichsenstädter Ortsteil Neuses am Sand, der dem Naturraum auch den Namen gibt, den Abschluss. Im Süden fließt der Oberlauf der Schwarzach durch das Gebiet, dort befindet sich beispielsweise Stadelschwarzach. Die nördliche Begrenzung bilden die Gemarkungen von Frankenwinheim und Schallfeld.

## Landschaftscharakteristik
Das Steigerwaldvorland von Neuses ist das übersandete, hügelige Vorland des Steigerwalds mit weniger Wald als in den angrenzenden Gebieten. Insgesamt erscheint das Areal als welliges und hügeliges Land, ein Bild, das durch die fehlenden Waldflächen weiter unterstrichen wird. Durch das Hineinragen des sogenannten Volkacher Sattels hebt sich das Steigerwaldvorland von Neuses um 40 bis 50 m gegenüber der angrenzenden Herlheimer Mulde ab. Tiefere Täler gibt es lediglich in den Flusstälern der Weidach, der Rimbach und des Sandelsbaches. Sie sind wesentlich schmaler und enger als das Tal der Schwarzach.
Die Landschaft ist stark vom Menschen beeinflusst, insbesondere die Landwirtschaft prägt das Steigerwaldvorland. Lediglich im Westen des Gebietes gibt es Flächen mit Weinanbau. Die potentielle natürliche Vegetation würde entlang der Bäche Auwald mit Erlen, Eschen und Fichten entstehen lassen. Daneben wären Wälder mit Reinem Labkraut, Eichen und Hainbuchen anzutreffen.

## Schutzgebiete
Anders als in den angrenzenden Gebieten des Mittleren Maintals sind im Steigerwaldvorland von Neuses nur wenige Flächen unter Schutz gestellt. Neben Biotopen, insbesondere entlang der kleinen Bäche, wird der gesamte Naturraum von Flächen des Vogelschutzgebietes Südliches Steigerwaldvorland mit mehreren Schutzarealen durchzogen.

## Geologie und Tektonik
Das Steigerwaldvorland von Neuses ist geologisch stark differenziert. Im Westen, nahe der Steigerwaldstufe, überwiegen Flächen des Lettenkeupers, die von Gipskeuperböden durchsetzt sind. Bedeckt sind sie von Sanden unterschiedlicher Mächtigkeit, deren Reliefenergie allerdings ungleich höher ist als in den südlich angrenzenden Flugsandgebieten um Dimbach und Albertshofen.